# Грицак, Орест Игоревич
Орест Игоревич Грицак  (род. 24 февраля 1973, Львов) — украинский, ранее советский, шахматист, гроссмейстер (2001). Чемпион Украины среди мужчин (1993). Окончил Львовский институт физической культуры. Секундант Василия Иванчука.
| Графики недоступны из-за технических проблем. См. информацию на Фабрикаторе и на mediawiki.org. |